# Baron Setrington
Baron Setrington, of Setrington in the County of York, (auch Settrington) ist ein erblicher britischer Adelstitel, der zweimal durch Letters Patent in der Peerage of England verliehen wurde.

## Verleihungen
Erstmals wurde der Titel am 6. Oktober 1613 von König Jakob I. zusammen mit dem übergeordneten Titel Earl of Richmond an Ludovic Stewart, 2. Duke of Lennox verliehen. Dieser war bereits 2. Duke of Lennox nebst nachgeordneten Titeln und wurde 1623 auch zum Duke of Richmond erhoben. Die Titel erloschen bei seinem Tod am 16. Februar 1624.
In zweiter Verleihung wurde der Titel am 9. August 1675 von König Karl II. zusammen mit den übergeordneten Titeln Duke of Richmond und Earl of March für seinen erst drei Jahre alten unehelichen Sohn Charles Lennox geschaffen. Dieser wurde am 9. September 1675 in der Peerage of Scotland auch zum Duke of Lennox und Earl of Darnley erhoben. Heute hat dessen Nachfahre Charles Gordon-Lennox, 11. Duke of Richmond die Titel inne.

## Liste der Barone Setrington

### Barone Setrington, erste Verleihung (1613)
- Ludovic Stewart, 2. Duke of Lennox, 1. Baron Setrington (1574–1624)

### Barone Setrington, zweite Verleihung (1675)
- Charles Lennox, 1. Duke of Richmond, 1. Baron Setrington (1672–1723)
- Charles Lennox, 2. Duke of Richmond, 2. Baron Setrington (1701–1750)
- Charles Lennox, 3. Duke of Richmond, 3. Baron Setrington (1734–1806)
- Charles Lennox, 4. Duke of Richmond, 4. Baron Setrington (1764–1819)
- Charles Gordon-Lennox, 5. Duke of Richmond, 5. Baron Setrington (1791–1860)
- Charles Gordon-Lennox, 6. Duke of Richmond, 6. Baron Setrington (1818–1903)
- Charles Gordon-Lennox, 7. Duke of Richmond, 7. Baron Setrington (1845–1928)
- Charles Gordon-Lennox, 8. Duke of Richmond, 8. Baron Setrington (1870–1935)
- Frederick Gordon-Lennox, 9. Duke of Richmond, 9. Baron Setrington (1904–1989)
- Charles Gordon-Lennox, 10. Duke of Richmond, 10. Baron Setrington (1929–2017)
- Charles Gordon-Lennox, 11. Duke of Richmond, 11. Baron Setrington (* 1955)

Titelerbe (Heir Apparent) ist der Sohn des aktuellen Titelinhabers, Charles Gordon-Lennox, Earl of March and Kinrara (* 1994).